# New York Giants
New York Giants je profesionální klub amerického fotbalu založený v roce 1925. V současné době je členem East Division (Východní divize) National Football Conference (NFC, Národní fotbalové konference) National Football League (NFL, Národní fotbalové ligy). Giants sídlí v East Rutherfordu (stát New Jersey), ale reprezentují Newyorskou metropolitní oblast. Tým hraje své zápasy na MetLife Stadium, který sdílí s New York Jets.
Giants byli jedním z pěti týmů, které vstoupily do NFL v roce 1925, ale jediným z nich, který stále existuje. Jsou s osmi tituly třetím nejúspěšnějším týmem v NFL: čtyři získali v době před Super Bowlem (1927, 1934, 1938, 1956) a čtyři v éře Super Bowlu (1986, 1990, 2007, 2011). Lépe už jsou na tom jen Green Bay Packers (13) a Chicago Bears (9). V průběhu historie se do Síně slávy NFL dostalo mnoho hráčů Giants, včetně nejužitečnějších hráčů NFL (MVP) Mela Heina, Frank Gifforda, Charlieho Conerlyho, Y.A.Tittlea a Lawrence Taylora.
Pro odlišení se od profesionálního baseballového mužstva se stejným názvem byl fotbalový klub v roce 1929 začleněn pod názvem „New York National League Fotbal Company, Inc“, což se v roce 1937 změnilo na „New York Giants Football, Inc.“. Ačkoli se baseballový tým v roce 1957 přestěhoval do San Francisca, fotbalový tým i nadále používá název „New York Giants Football, Inc.“ jako právní jméno společnosti, a je tak často fanoušky a reportéry označován jako „New York Football Giants“. Tým také získal několik přezdívek, včetně „Big Blue“, „G-Men“, a „Jints“, což jsou záměrně vytvořené zkratky používané v denících New York Post a New York Daily News, a mají původ v baseballovém týmu. Navíc se týmu občas přezdívá „Big Blue Wrecking Crew“ (Velká modrá demoliční četa), i když tato přezdívka především odkazuje na obrannou hru Giants v průběhu 80. a počátku 90. let. 
Hlavním soupeřem Giants je Philadelphia Eagles, jejichž vášnivá rivalita je nejstarší v divizi NFC East, její vznik se sahá až do roku 1933, a byla nazývána nejlepší rivalitou NFL v 21. století. 

## Hráči

### Členové Síně slávy profesionálního fotbalu

#### Hráči
- 1963 - Mel Hein
- 1963 - Cal Hubbard
- 1963 - Jim Thorpe
- 1966 - Arnie Herber
- 1966 - Joe Guyon
- 1967 - Emlen Tunnell
- 1970 - Hugh McElhenny
- 1971 - Andy Robustelli
- 1971 - Y. A. Tittle
- 1975 - Rosey Brown
- 1977 - Frank Gifford
- 1978 - Tuffy Leemans
- 1981 - Red Badgro
- 1982 - Sam Huff
- 1984 - Arnie Weinmeister
- 1986 - Fran Tarkenton
- 1987 - Larry Csonka
- 1987 - Don Maynard
- 1999 - Lawrence Taylor
- 2005 - Benny Friedman
- 2006 - Harry Carson
- 2014 - Michael Strahan
- 2017 - Morten Andersen

#### Funkcionáři
- Tim Mara – zakladatel a majitel
- Wellington Mara – spoluvlastník
- Bill Parcells – trenér

### Vyřazená čísla
- 1: Ray Flaherty
- 4: Tuffy Leemans
- 7: Mel Hein
- 11: Phil Simms
- 14: Y.A.Tittle
- 16: Frank Gifford
- 32: Al Blozis
- 40: Joe Morrison
- 42: Charlie Conerly
- 50: Ken Strong
- 56: Lawrence Taylor

### Draft
Hráči draftovaní v prvním kole za posledních deset sezón:
| Rok  | Pořadí  | Jméno hráče                                | Pozice                                  | Univerzita                                               |
| 2010 | 15      | Jason Pierre-Paul                          | Defensive end                           | University of South Florida                              |
| 2011 | 19      | Prince Amukamara                           | Cornerback                              | University of Nebraska–Lincoln                           |
| 2012 | 32      | David Wilson                               | Running back                            | Virginia Polytechnic Institute and State University      |
| 2013 | 25      | Justin Pugh                                | Offensive tackle                        | Syracuse University                                      |
| 2014 | 12      | Odell Beckham Jr.                          | Wide receiver                           | Louisiana State University                               |
| 2015 | 9       | Ereck Flowers                              | Offensive tackle                        | University of Miami                                      |
| 2016 | 10      | Eli Apple                                  | Cornerback                              | Ohio State University                                    |
| 2017 | 23      | Evan Engram                                | Tight end                               | University of Mississippi                                |
| 2018 | 2       | Saquon Barkley                             | Running back                            | Pennsylvania State University                            |
| 2019 | 6 17 30 | Daniel Jones Dexter Lawrence Deandre Baker | Quarterback Defensive tackle Cornerback | Duke University Clemson University University of Georgia |